# Блощинцы
Бло́щинцы (укр. Блощинці) — село, входит в Белоцерковский район Киевской области Украины.
Население по переписи 2001 года составляло 617 человек.
14 января 1796 года около села был обнаружен метеорит Белая Церковь.
В селе родился Герой Советского Союза Сергей Мельниченко.

## Местный совет
09164, Киевская область, Белоцерковский район, село Острийки, улица Ленина, дом № 29а.